# Pas de deux (Kurzfilm)
Pas de deux ist ein kanadischer, experimenteller Kurz-Tanzfilm von Norman McLaren aus dem Jahr 1968.

## Handlung
Im Film tanzt eine Ballerina zunächst für sich allein. Später erscheint ein Tänzer und beide tanzen gemeinsam. Der Film enthält keine Dialoge.

## Produktion
Die Szenen entstanden vor schwarzem Unter- und Hintergrund, wobei die weiß gekleideten Tänzer hinterleuchtet wurden. So erscheinen beide Personen zeitweise nur als helle Umrisse. Mithilfe eines optischen Printers erzeugte McLaren teilweise bis zu elf Kopien einzelner Frames. Da die Tanzszenen in Zeitlupe abgespielt werden, ergeben sich so Vervielfachungen und zeitweise Überlagerungen einzelner Bewegungsabläufe, wobei sich die Bewegung schwebend zu entfalten scheint. Die so entstehenden Effekte lassen die Szenerie im Verlaufe des Films immer abstrakter erscheinen. Die Bilder werden mit rumänischer Panflötenmusik begleitet.
Pas de deux wurde unter anderem im Oktober 1968 auf dem Chicago International Film Festival gezeigt.

## Auszeichnungen
Auf dem Phnom Penh International Film Festival gewann Pas de deux den Preis als Bester Kurzfilm und wurde auf dem Chicago International Film Festival für einen Silver Hugo in der gleichen Kategorie nominiert. Auf den Canadian Film Awards 1968 gewann Norman McLaren für Pas de deux einen Spezialpreis.
Pas de deux erhielt 1969 einen BAFTA als Bester animierter Film und gewann auf dem Melbourne International Film Festival den Grand Prix. Der Film wurde zudem 1969 für einen Oscar in der Kategorie Bester Kurzfilm nominiert.